# فاصله گرفتن (فیلم ۲۰۱۰)
فاصله گرفتن (انگلیسی: Going the Distance) فیلمی آمریکایی در ژانر کمدی رمانتیک به کارگردانی ننت بورستین و نویسندگی جف لالیتوپ است که سال ۲۰۱۰ منتشر شد. درو بریمور و جاستین لانگ نقش زوج جوانی را ایفا می‌کنند که در یک تابستان در نیویورک عاشق یکدیگر می‌شوند و سعی می‌کنند رابطه عاشقانه خود را حفظ کنند.
در ابتدا قرار بود که فیلم در ۲۷ اوت ۲۰۱۰ منتشر شود اما برادران وارنر تصمیم گرفت تاریخ اکران آن را به ۳ سپتامبر مولکول کند. سرانجام فاصله گرفتن اولین‌بار در ۲ سپتامبر ۲۰۱۰، یک روز قبل از اکران در آمریکای شمالی، در هشت کشور از جمله استرالیا، آرژانتین و آلمان به نمایش درآمد. فیلم در هفته اول اکران خود بیش از ۶۸۸ هزار دلار فروش رفت و در رتبه پنجم جدول قرار گرفت.
فیلم واکنش‌های متفاوت تا مثبتی را به همراه داشت. اجرا و شیمی بین بازیگران تمجید شد، آن‌ها اظهار داشتند که فیلم نسبت به بیشتر فیلم‌های کمدی رمانتیک صادق‌تر و به‌موقع‌تر است اما فیلمنامه درهم‌پیچیده است.

## داستان
ارین زن سی‌ساله‌ای است که برای گذراندن دوره آموزشی‌اش از سان فرانسیسکو به نیویورک آمده‌است و به عنوان کارآموز تابستانی در یک دفتر روزنامه کار می‌کند. او در یک بار در نیویورک با گرت که برای یک شرکت موسیقی کار می‌کند، آشنا می‌شود و با یکدیگر رابطه برقرار می‌کنند. صبح روز بعد ارین به گرت می‌گوید که او فقط شش هفته در نیویورک می‌ماند و آن‌ها موافقت می‌کنند که رابطه بینشان را عادی نگه دارند. ارین و گرت پس از مدت کوتاهی عاشق یکدیگر می‌شوند و ارین سعی می‌کند شغلی دائمی در دفتر کارش پیدا کند. او قبل از پایان دوره کارآموزی‌اش مقاله‌ای می‌نویسد که با استقبال خوبی روبه‌رو شد و به او گفته‌شد که ماه ژانویه برای فرصت‌های شغلی احتمالی با او تماس گرفته‌خواهد شد. شش هفته ارین تمام می‌شود و او مجبور است به سان فرانسیسکو بازگردد. ارین و گرت موافقت می‌کنند که از راه دور نیز با یکدیگر رابطه داشته‌باشند.

## بازیگران
- درو بریمور در نقش ارین لنگفورد
- جاستین لانگ در نقش گرت اسکالی
- چارلی دی در نقش دن گرانت
- جیسون سودیکیس در نقش باکس ساندرز
- کریستینا اپل‌گیت در نقش کورین برلین
- ران لیوینگستون در نقش ویل برودریک
- کیلی گارنر در نقش برایانا
- لیتون میستر در نقش امی
- ناتالی مورالس در نقش برندی
- جون دایان ری‌فیل در نقش کارن
- جیم گافیگان در نقش فیل برلین
- کریستین شال در نقش متصدی بار
- الیور جکسون-کوهن در نقش دیمون
- راب ریگل در نقش ران
- سارا برنز در نقش هارپر
- مایک بیربیگلیا در نقش پیشخدمت
- مردیت هاگنر در نقش تانینگ